# 天壇座V828
天壇座V828，又名CP-58 6964，HD 153261、SAO 244362、HR 6304，是天壇座的一颗恒星，视星等为6.11，位于銀經330.66，銀緯-10.33，其B1900.0坐标为赤經16h 53m 6.8s，赤緯-58° -10.33′ 28″。